# Lazarevac
Lazarevac (srbsky: Лазаревац) je město v Srbsku, nacházející se v centrální části země. Město bylo pojmenováno po knížeti Lazaru Hrebeljanovićovi. V roce 2011 ve městě žilo 25 526 obyvatel. Lazarevac patří mezi 17 měst, které administrativně spadají pod hlavní město Bělehrad.

## Historie
První škola zde vznikla v roce 1860.
Povrchový důl Kolubara byl otevřen v roce 1938. 
Moderní střed města vznikl v souvislosti s rozvojem těžby po druhé světové válce. Díky tomu má Lazarevac centrum, které odpovídá konceptu modernistického města s obytnými bloky. 

## Ekonomika a kultura

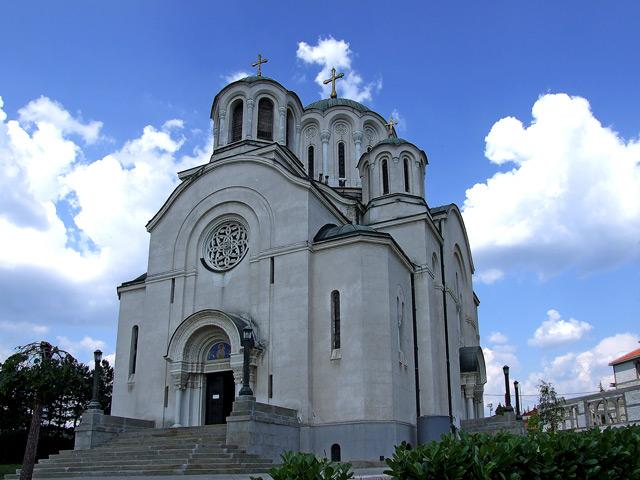
Pravoslavný kostel v Lazarevacu

Město je známé především díky povrchovým dolům na hnědé uhlí, které se nachází severně od něj (doly Kolubara, Junkovac, Prkosava-Rudovci).
Místní kostel Srbské pravoslavné církve je zasvěcen sv. Demeterovi (sv. Dimitrije). V Lazarevaci se dále nachází městská knihovna, která nese název po Dimitrijovi Tucovićovi a moderní galerii.

## Doprava
Skrz Lazarevac prochází železniční trať Bělehrad–Bars železniční stanicí, hlavní spojení Srbska s Černou Horou. V jejím směru je vedena i tzv. Ibarská magistrála. Západně od Lazarevace potom vede dálnice A2 (Miloše Velikého).

## Sport
Sídlí zde srbský fotbalový klub FK Kolubara, založený v roce 1919. Město má vlastní fotbalový a atletický stadion, dále Otevřený bazén (koupaliště) a jezero Očaga, které slouží jako rekreační oblast.